# Jürg Neuenschwander

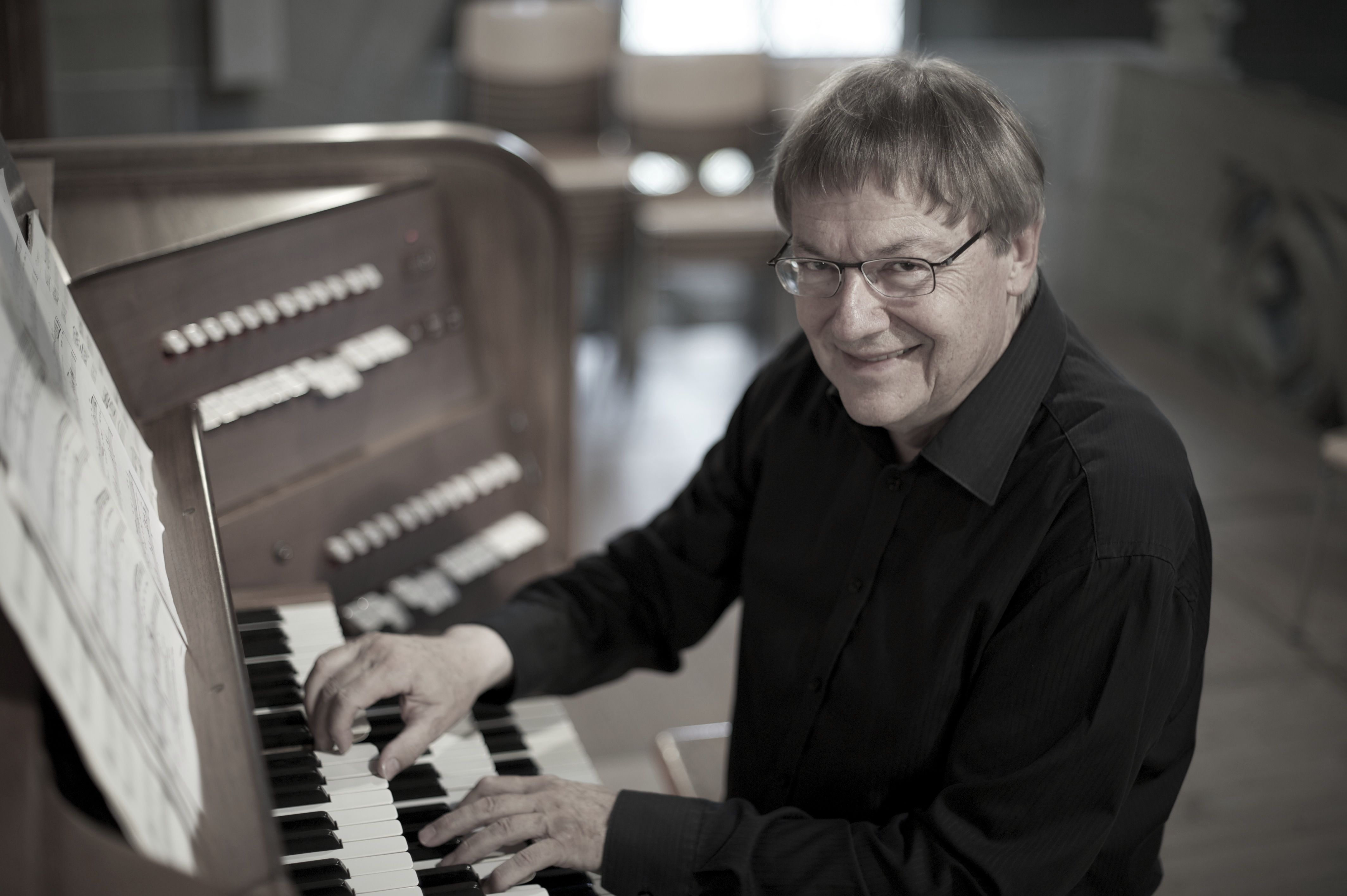
Neuenschwander en julio de 2012.

Jürg Neuenschwander (Eggiwil, cantón de Berna; 14 de enero de 1947-Berna, 23 de marzo de 2014) fue un organista y músico suizo, más conocido por su trabajo con Schweizer Radio DRS en el periodo 1982-1989.
Murió de una hemorragia cerebral a los 67 años de edad.